# Lorena Diaconescu
Lorena Diaconescu   (Bucarest, 30 de juny de 1979) és una nedadora retirada especialitzada en proves d'estil lliure. Va ser campiona d'Europa en la prova de 4x200 metres lliures en el Campionat Europeu de Natació de 2000.
Va representar a Romania en els Jocs Olímpics d'Atlanta 1996 i Sídney 2000.

## Palmarès internacional
| Campionat Europeu de Natació | Campionat Europeu de Natació   | Campionat Europeu de Natació | Campionat Europeu de Natació |
| Any                          | Lloc                           | Medalla                      | Prova                        |
| ---------------------------- | ------------------------------ | ---------------------------- | ---------------------------- |
| 1999                         | Istanbul (Turquia Turquia)     | 3                            | 4x200 m lliures              |
| 2000                         | Hèlsinki (Finlàndia Finlàndia) | 1                            | 200 m lliures                |
| 2000                         | Hèlsinki (Finlàndia Finlàndia) | 3                            | 4x100 m lliures              |